# AEL Limassol
L'AEL Limassol est un club omnisports chypriote basé dans la ville de Limassol.

## Sections
- basket-ball - voir articles : section masculine, section féminine
- bowling
- cyclisme
- football - voir article : AEL Limassol (football)
- handball
- volley-ball